# Des Horne
Des Horne, all'anagrafe Desmond Tolton Horne (Durban, 12 dicembre 1939 – Sudafrica, 20 luglio 2015) è stato un calciatore sudafricano, di ruolo centrocampista.

## Caratteristiche tecniche
Era un'ala sinistra.

## Carriera
Nel 1956, all'età di 16 anni, si trasferisce in Inghilterra per giocare nel settore giovanile del Wolverhampton, club della prima divisione inglese, con il quale nella stagione 1957-1958 vince anche una FA Youth Cup; l'anno seguente, all'età di 18 anni, esordisce tra i professionisti, contribuendo con 3 reti in 8 presenze alla vittoria del campionato (peraltro il secondo consecutivo) da parte dei Wolves; la stagione 1959-1960 è poi la più prolifica della sua carriera: oltre a giocare 4 partite in Coppa dei Campioni, infatti, Holton gioca stabilmente da titolare contribuendo alla vittoria della FA Cup e segnando 9 reti in 26 partite in campionato. Nella stagione 1960-1961, oltre a vincere il suo secondo Charity Shield consecutivo (dopo quello del 1959), segna invece 4 reti in 6 partite di campionato, per poi nel marzo del 1961 passare al Blackpool, altro club di prima divisione, con cui conclude la stagione segnando una rete in ulteriori 6 partite giocate.
Holton continua a giocare con i Tangerines per le successive cinque stagioni, tutte in prima divisione, senza mai essere titolare fisso (la stagione in cui scende in campo con maggior frequenza è la 1964-1965, con 28 presenze) ma allo stesso tempo giocando sempre con una certa frequenza (non disputa infatti mai meno di 16 partite in un singolo campionato): il suo bilancio complessivo in cinque anni e mezzo di permanenza nel club è di 118 presenze e 17 reti in incontri di campionato, grazie ai quali arriva a complessive 158 presenze e 33 reti in carriera nei campionati della Football League (tutte in prima divisione).
Nell'estate del 1966, all'età di 26 anni, fa ritorno in patria, dove gioca con vari club di prima divisione fino al 1970, anno in cui si ritira.

## Palmarès

### Club

#### Competizioni giovanili
- FA Youth Cup: 1

Wolverhampton: 1957-1958

#### Competizioni nazionali
- Campionato inglese: 1

Wolverhampton: 1958-1959
- Coppa d'Inghilterra: 1

Wolverhampton: 1959-1960
- FA Charity Shield: 2

Wolverhampton: 1959, 1960